# Classement des présidents américains
 (novembre 2020).

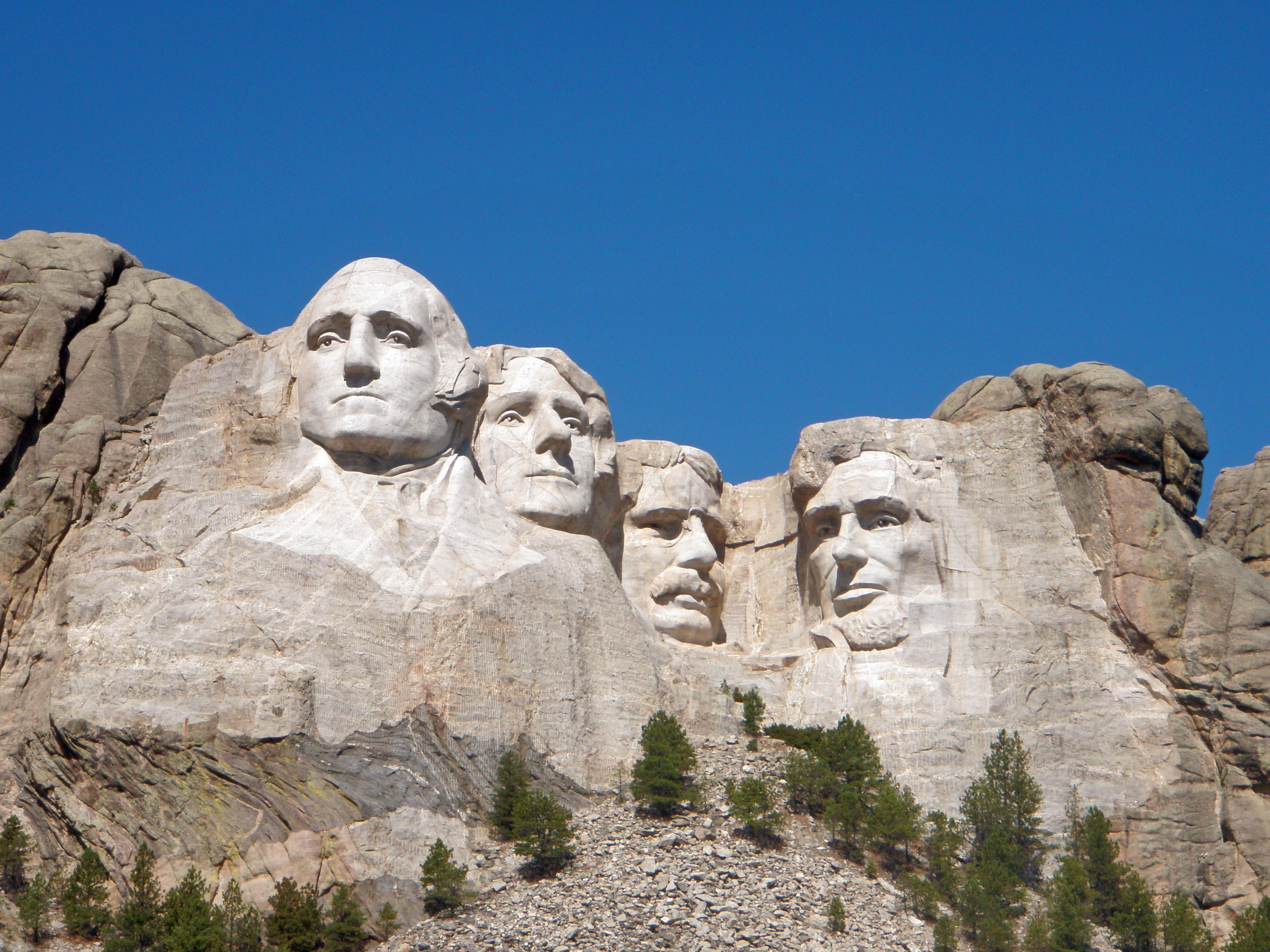
Les visages de George Washington, Thomas Jefferson, Theodore Roosevelt et Abraham Lincoln sculptés sur le mont Rushmore sont devenus un symbole emblématique de la grandeur présidentielle.

Le classement des présidents américains regroupe une série de sondages menés dans la sphère des études politiques afin d'évaluer les performances des individus ayant servi au poste de président des États-Unis. Les systèmes de classement sont généralement basés sur des enquêtes menées auprès d'historiens, de politologues ou du grand public. L'ordre du classement repose sur les réalisations, le leadership, les échecs et les erreurs de chaque individu lors de son mandat.
La pertinence de ces classements est critiquée par des historiens.

## Résultats généraux
Abraham Lincoln, Franklin Delano Roosevelt et George Washington sont les trois présidents les mieux notés par les historiens. Ils sont le plus souvent immédiatement suivis par Theodore Roosevelt, Thomas Jefferson, Harry S. Truman, Woodrow Wilson, Dwight D. Eisenhower, Andrew Jackson et John Fitzgerald Kennedy. Des présidents plus récents comme Ronald Reagan ou Bill Clinton sont souvent désignés comme les plus grands présidents américains dans les sondages d'opinions, mais ne sont pas toujours évalués aussi favorablement par les universitaires et les historiens. Les dix dernières places sont généralement attribuées à James Buchanan, Warren G. Harding, Andrew Johnson, Franklin Pierce, Millard Fillmore, William Henry Harrison, John Tyler, Ulysses S. Grant, Zachary Taylor et George W. Bush. Le mandat de William Henry Harrison n'ayant duré que 30 jours et celui de James A. Garfield seulement 200 jours (dont 81 en état d'incapacité) pour cause de décès, ils ne sont généralement pas comptés dans le classement présidentiel. De même, Zachary Taylor est mort 16 mois seulement après son entrée en fonction, mais il est généralement inclus. Dans ces trois cas, il est difficile de savoir si leur faible classement résulte de leurs actions en tant que président ou de l'impossibilité d'évaluer en profondeur leur bilan en raison de la brièveté de leur mandat.
Le politologue Walter D. Burnham a souligné les « profils dichotomiques ou schizoïdes » des présidents, pouvant rendre leur classification plus difficile. L'historien Alan Brinkley a déclaré que « certains présidents peuvent être considérés à la fois comme des échecs et comme des grands ou presque grands (par exemple Nixon) ». L'historien et politologue James McGregor Burns a fait remarquer au sujet de Richard Nixon : « comment évaluer un président aussi particulier, si brillant et si moralement corrompu ? » David H. Donald, auteur d'une biographie remarquée d'Abraham Lincoln, a raconté que lors d'une rencontre avec John F. Kennedy en 1961, ce dernier lui a confié qu'il était très mécontent de la manière dont les historiens avaient jugé certains de ses prédécesseurs : « personne n'a le droit d'évaluer un président, pas même ce pauvre James Buchanan, s'il ne s'est jamais assis sur cette chaise, s'il n'a jamais examiné le courrier et les informations qui ont transité sur son bureau ni compris pourquoi il a fait de tels choix ».
L'historien et politologue Julian E. Zelizer estime que les classements présidentiels n'expliquent pas grand-chose sur l'histoire des présidents en elle-même et qu'ils constituent « des systèmes insuffisants pour rendre compte de ce qui s'est passé à la Maison-Blanche ». Le commentateur politique libertaire Ivan Eland a publié en 2008 un ouvrage intitulé Recarving Rushmore (« Resculptons le mont Rushmore ») dans lequel il considère que les critères retenus jusque là par les historiens ne reflètent pas assez les services réels rendus par chaque président à son pays. Dans son livre, Eland choisit de noter 40 présidents en retenant pour critère la réussite de chacun à favoriser la prospérité économique, la liberté et le non-interventionnisme ainsi que la limitation du pouvoir exécutif ; son classement final diffère significativement de ceux de la plupart des spécialistes.
Pour les historiens André Kaspi et Hélène Harter, cette pratique du classement présidentiel repose sur deux erreurs : « comment peut-on comparer un président qui a rempli son mandat dans la première moitié du XIXe siècle et son successeur qui a dû affronter la Grande Guerre ou la Seconde Guerre mondiale ? Il est évident que Jefferson et Jackson, sans parler de Washington, ont gouverné des États-Unis qui n'avaient rien à voir avec ceux de Kennedy ou de Reagan […]. Les experts et les citoyens qui sont consultés ont-ils, d'ailleurs, les compétences nécessaires ? Rien n'est moins sûr. Aucun expert ne connaît à fond l'histoire de chacune des présidences. Aucun n'est omniscient. Chacun propose des réponses qui reposent, en partie, sur une connaissance imparfaite. Pour la période qu'il a étudiée avec précision, il donne un avis motivé, voire incontestable […]. Pour les périodes qu'il n'a pas étudiées, il est contraint de se livrer à des approximations. Tout compte fait, il procède, qu'il le reconnaisse ou non, à des comparaisons bancales ».

## Sondages universitaires notables

Abraham Lincoln est souvent considéré comme le plus grand président américain pour avoir mené les États-Unis à la victoire durant la guerre de Sécession.

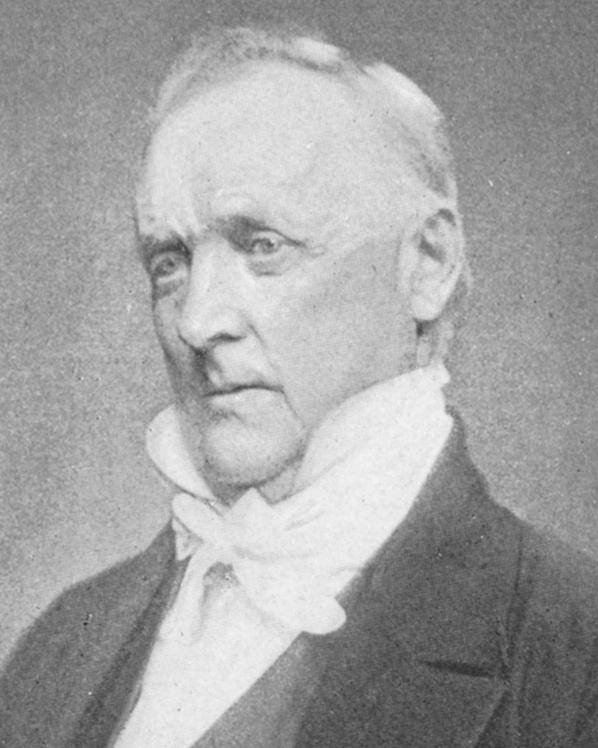
James Buchanan est souvent considéré comme le pire président américain pour sa conduite désastreuse dans les années ayant précédé la guerre de Sécession.

Un premier sondage est mené en 1948 par l'historien Arthur M. Schlesinger Sr., de l'université Harvard. En 1962, il réalise un deuxième sondage auprès de 75 historiens. Le fils de Schlesinger, Arthur Meier Schlesinger Jr., a effectué un autre sondage de ce type en 1996.
Un livre intitulé The Complete Book of U.S. Presidents a également présenté les résultats d'un sondage de 1982, réalisé par le Chicago Tribune auprès de 49 historiens. L'une des différences notables de ce sondage avec celui de 1962 est le classement de Dwight D. Eisenhower, qui passe de la 22e à la 9e position.
Le Siena Research Institute, du Siena College, a mené plusieurs sondages en 1982, en 1990, en 1994, en 2002 et en 2010. Dans le sondage de 1994, seuls deux présidents (Franklin Delano Roosevelt et Abraham Lincoln) ont obtenu une note supérieure à 80 points et deux autres présidents (Andrew Johnson et Warren G. Harding) une note inférieure à 50 points,. Le sondage Siena de 2010 a également vu une chute dans le classement de George W. Bush par rapport au sondage de 2002, tombant de la 23e à la 39e place.
Entre 1988 et 1996, William J. Ridings Jr. et Stuart B. McIver ont réalisé un sondage dont les résultats ont été publiés dans le livre Rating The Presidents: A Ranking of U.S. Leaders, from the Great and Honorable to the Dishonest and Incompetent. Plus de 719 personnes issues de tous les États américains ont pris part à ce sondage, essentiellement des historiens académiques et des politologues mais aussi quelques politiciens et célébrités, avec une participation appuyée d'historiens et de spécialistes des études afro-américaines ainsi que d'historiens étrangers. Les sondés ont dû ranger les présidents dans cinq catégories (leadership, réalisations et gestion en période de crise, compétences politiques, nominations et caractère et intégrité), les résultats étant ensuite compilés pour dresser un classement général.
Une enquête réalisée en 2000 par le Wall Street Journal a interrogé un « groupe idéologiquement équilibré de 132 éminents professeurs d'histoire, de droit et de sciences politiques ». Ce sondage a souhaité réaliser une parité entre libéraux et conservateurs car les rédacteurs du journal se sont rendu compte que les sondages précédents étaient dominés par l'un ou l'autre groupe. Selon les auteurs, ce sondage a également accordé plus de place aux femmes, aux minorités et aux jeunes professeurs que le sondage Schlesinger de 1996. Ils ont toutefois relevé que les résultats de leur sondage étaient « remarquablement similaires » à ceux de Schlesinger ; la principale différence dans le sondage de 2000 est le classement inférieur des présidents des années 1960 (Lyndon B. Johnson et John Fitzgerald Kennedy) et le classement supérieur de Ronald Reagan (8e place), Franklin Delano Roosevelt se classant toujours parmi les trois premiers.
Un autre classement présidentiel a été réalisé en 2005 par le Wall Street Journal, avec la participation de James Lindgren de la faculté de droit de l'université Northwestern. Comme dans le sondage de 2000, les sondeurs ont cherché à équilibrer les opinions des personnes interrogées entre libéraux et conservateurs, en ajustant les résultats « pour donner aux experts à tendance démocrate ou républicaine un poids similaire ». Franklin Delano Roosevelt se classe toujours dans les trois premiers ; en revanche, le rédacteur en chef James Taranto relève que les universitaires démocrates ont évalué George W. Bush comme le 6e plus mauvais président de tous les temps alors que les spécialistes républicains lui ont plutôt attribué une note « moyenne ».
Un sondage mené en 2006 par le Siena College auprès de 744 professeurs a donné les résultats suivants : 
- À la question « George W. Bush en est à la cinquième année de son mandat. Si vous étiez aujourd'hui dans le dernier jour de sa présidence, comment le classeriez-vous ? », les sondés ont répondu « grand » à 2 %, « presque grand » à 5 %, « moyen » à 11 % et « mauvais » à 58 %.
- À la question « À votre avis, pensez-vous qu'il a une chance raisonnable d'améliorer sa note ? », deux-tiers des sondés (67 %) ont répondu non ; moins du quart (23 %) ont répondu oui ; 10 % ont répondu « sans opinion ».

Thomas Kelly, professeur émérite d'études américaines au Siena College, a déclaré : « le président Bush semble n'avoir que peu d'espoirs de remporter les suffrages de la génération actuelle d'historiens et de politologues. Sous cette optique, les sondages d'opinion publique semblent évaluer le président de façon plus indulgente que les experts ». Douglas Lönnström, professeur de statistiques au Siena College et directeur du Siena Research Institute, a fait le commentaire suivant : « dans notre classement présidentiel de 2002, avec un groupe d'experts comparable à ce sondage, le président Bush était classé 23e sur 42 présidents. C'était peu après le 11 septembre. De toute évidence, les professeurs ne pensent pas que les choses se soient bien passées ces dernières années, et ce sont ces experts qui enseignent aux étudiants d'aujourd'hui et qui vont écrire l'histoire de cette époque demain ».
Dans un sondage réalisé en 2010 par Siena auprès de 238 spécialistes de la présidence, l'ancien président George W. Bush est classé 39e sur 43, avec un bilan particulièrement médiocre en matière de gestion économique, de communication, de compromis, de politique étrangère et de renseignement. Dans le même temps, le président d'alors Barack Obama est classé 15e sur 43, obtenant de bons scores pour son imagination, son intelligence et ses talents de communicant, mais avec des notes plus faibles pour son passé (famille, éducation, expérience),.
La chaîne C-SPAN a mené à trois reprises (en 2000, 2009 et 2017) un sondage auprès d'historiens et de biographes présidentiels afin d'établir un classement des présidents américains,,. Dans l'enquête la plus récente, 91 historiens spécialistes de la présidence ont été interrogés par l'équipe de conseillers académiques de C-SPAN, constituée de Douglas G. Brinkley, Edna Greene Medford et de Richard Norton Smith. Dans ce sondage, chaque historien s'est vu demandé d'évaluer chaque président sur une échelle de 1 (« inefficace ») à 10 (« très efficace ») dans dix catégories : persuasion publique, leadership en période de crise, gestion économique, autorité morale, relations internationales, compétences administratives, relations avec le Congrès, vision politique et capacité à mettre sur pied un agenda, réalisations pour une justice plus égalitaire et performances selon le contexte de l'époque. Les résultats des trois sondages C-SPAN se révèlent assez cohérents. À chaque fois, Abraham Lincoln se hisse en tête du classement, George Washington, Franklin Delano Roosevelt et Theodore Roosevelt se classant systématiquement dans les cinq premiers, tandis que James Buchanan, Andrew Johnson et Franklin Pierce terminent dans les dernières places.
En 2008, le quotidien britannique The Times a demandé à huit de ses « principaux commentateurs internationaux et politiques » de classer les 42 présidents américains par « ordre de grandeur ». En 2011, par l'intermédiaire de l'agence du centre pour la présidence des États-Unis (USPC), l’Institute for the Study of the Americas, basée à Londres, a publié la première enquête universitaire du Royaume-Uni consacrée aux présidents américains, dans laquelle des spécialistes britanniques de l'histoire et des présidents américains ont donné une évaluation des performances de chaque président. Ils ont également donné une évaluation provisoire du bilan de Barack Obama, mais sa présidence n'étant pas encore achevée au moment de l'enquête, elle n'a pas été incluse dans l'enquête (auquel cas elle aurait figuré à la 8e place du classement général).
En 2012, le magazine Newsweek a demandé à un panel d'historiens de classer les dix meilleurs présidents depuis 1900. Les historiens ont nommé Franklin Delano Roosevelt, Theodore Roosevelt, Lyndon B. Johnson, Woodrow Wilson, Harry S. Truman, John Fitzgerald Kennedy, Dwight D. Eisenhower, Bill Clinton, Ronald Reagan et Barack Obama.
Un sondage réalisé en 2013 par la plateforme History News Network a demandé à 203 historiens américains d'évaluer la présidence d'Obama sur une échelle de A à F. Les historiens ont attribué à Obama un B après examen de son bilan à travers 15 catégories transformé ensuite en note globale. Le 44e président américain est évalué favorablement dans le domaine de la communication, de l'intégrité et de la gestion en période de crise, mais obtient des notes plus faibles pour ses relations avec le Congrès, sa transparence et sa responsabilité.
Un sondage mené en 2015 par l’American Political Science Association (APSA) auprès de politologues spécialisés dans la présidence américaine a placé Abraham Lincoln en tête du classement, suivi dans le top 10 par George Washington, Franklin Delano Roosevelt, Theodore Roosevelt, Thomas Jefferson, Harry S. Truman, Dwight D. Eisenhower, Bill Clinton, Andrew Jackson et Woodrow Wilson. Un sondage similaire est réalisé en 2018 par le New York Times.

## Résultats des sondages universitaires
Dans chaque colonne : 
- Les fonds bleus représentent le premier quartile.
- Les fonds verts représentent le deuxième quartile.
- Les fonds orange représentent le troisième quartile.
- Les fonds rouges représentent le quatrième quartile.

Remarque : cliquer sur l'icône « Tri croissant » en haut de chaque colonne pour afficher les résultats de chaque enquête dans l'ordre numérique.
| No.   | Président              | Parti politique       | Schl. 1948 | Schl. 1962   | M-B 1982 | CT 1982 | Siena 1982 | Siena 1990 | Siena 1994 | R-McI 1996 | Schl. 1996   | C-SPAN 2000 | WSJ 2000     | Siena 2002 | WSJ 2005 | C-SPAN 2009 | Siena 2010, | USPC 2011 | APSA 2015 | C-SPAN 2017 | APSA 2018 | Siena 2018 | C-SPAN 2021 | Siena 2022 |  |
| ----- | ---------------------- | --------------------- | ---------- | ------------ | -------- | ------- | ---------- | ---------- | ---------- | ---------- | ------------ | ----------- | ------------ | ---------- | -------- | ----------- | ----------- | --------- | --------- | ----------- | --------- | ---------- | ----------- | ---------- |  |
| 1     | George Washington      | Indépendant           | 02         | 02           | 03       | 02      | 04         | 04         | 04         | 03         | 02 (égalité) | 03          | 01           | 04         | 01       | 02          | 04          | 03        | 02        | 02          | 02        | 01         | 02          | 03         |  |
| 2     | John Adams             | Fédéraliste           | 09         | 10           | 09       | 15      | 10         | 14         | 12         | 14         | 11           | 16          | 13           | 12         | 13       | 17          | 17          | 12        | 15        | 19          | 14        | 14         | 15          | 16         |  |
| 3     | Thomas Jefferson       | Républicain-démocrate | 05         | 05           | 04       | 05      | 02         | 03         | 05         | 04         | 04           | 07          | 04           | 05         | 04       | 07          | 05          | 04        | 05        | 07          | 05        | 05         | 07          | 05         |  |
| 4     | James Madison          | Républicain-démocrate | 14         | 12           | 14       | 17      | 09         | 08         | 09         | 10         | 17           | 18          | 15           | 09         | 17       | 20          | 06          | 14        | 13        | 17          | 12        | 07         | 16          | 10         |  |
| 5     | James Monroe           | Républicain-démocrate | 12         | 18           | 15       | 16      | 15         | 11         | 15         | 13         | 15           | 14          | 16           | 08         | 16       | 14          | 07          | 13        | 16        | 13          | 18        | 08         | 12          | 12         |  |
| 6     | John Quincy Adams      | Républicain-démocrate | 11         | 13           | 16       | 19      | 17         | 16         | 17         | 18         | 18           | 19          | 20           | 17         | 25       | 19          | 19          | 20        | 22        | 21          | 23        | 18         | 17          | 17         |  |
| 7     | Andrew Jackson         | Démocrate             | 06         | 06           | 07       | 07      | 13         | 09         | 11         | 08         | 05           | 13          | 06           | 13         | 10       | 13          | 14          | 09        | 09        | 18          | 15        | 19         | 22          | 23         |  |
| 8     | Martin Van Buren       | Démocrate             | 15         | 17           | 20       | 18      | 21         | 21         | 22         | 21         | 21           | 30          | 23           | 24         | 27       | 31          | 23          | 27        | 25        | 34          | 27        | 25         | 34          | 29         |  |
| 9     | William Henry Harrison | Whig                  | –          | –            | –        | –       | 26         | 35         | 28         | 35         | –            | 37          | –            | 36         | –        | 39          | 35          | –         | 39        | 38          | 42        | 39         | 40          | 40         |  |
| 10    | John Tyler             | Indépendant           | 22         | 25           | 28       | 28      | 34         | 33         | 34         | 34         | 32           | 36          | 34           | 37         | 35       | 35          | 37          | 37        | 36        | 39          | 37        | 37         | 39          | 39         |  |
| 11    | James K. Polk          | Démocrate             | 10         | 08 (égalité) | 12       | 10      | 12         | 13         | 14         | 11         | 09           | 12          | 10           | 11         | 09       | 12          | 12          | 16        | 19        | 14          | 20        | 12         | 18          | 15         |  |
| 12    | Zachary Taylor         | Whig                  | 25         | 24           | 27       | 26      | 29         | 34         | 33         | 29         | 29           | 28          | 31           | 34         | 33       | 29          | 33          | 33        | 33        | 31          | 35        | 30         | 35          | 36         |  |
| 13    | Millard Fillmore       | Whig                  | 24         | 26           | 29       | 31      | 32         | 32         | 35         | 36         | 31           | 35          | 35           | 38         | 36       | 37          | 38          | 35        | 37        | 37          | 38        | 38         | 38          | 38         |  |
| 14    | Franklin Pierce        | Démocrate             | 27         | 28           | 31       | 33      | 35         | 36         | 37         | 37         | 33 (égalité) | 39          | 37 (égalité) | 39         | 38       | 40          | 40          | 39        | 40        | 41          | 41        | 40         | 42          | 41         |  |
| 15    | James Buchanan         | Démocrate             | 26         | 29           | 33       | 34      | 37         | 38         | 39         | 40         | 38           | 41          | 39           | 41         | 40       | 42          | 42          | 40        | 43        | 43          | 43        | 43         | 44          | 44         |  |
| 16    | Abraham Lincoln        | Républicain           | 01         | 01           | 01       | 01      | 03         | 02         | 02         | 01         | 01           | 01          | 02           | 02         | 02       | 01          | 03          | 02        | 01        | 01          | 01        | 03         | 01          | 02         |  |
| 17    | Andrew Johnson         | Démocrate             | 19         | 23           | 32       | 30      | 38         | 39         | 40         | 39         | 37           | 40          | 36           | 42         | 37       | 41          | 43          | 36        | 41        | 42          | 40        | 44         | 43          | 45         |  |
| 18    | Ulysses S. Grant       | Républicain           | 28         | 30           | 35       | 32      | 36         | 37         | 38         | 38         | 33 (égalité) | 33          | 32           | 35         | 29       | 23          | 26          | 29        | 28        | 22          | 21        | 24         | 20          | 21         |  |
| 19    | Rutherford B. Hayes    | Républicain           | 13         | 14           | 22       | 22      | 22         | 23         | 24         | 25         | 23           | 26          | 22           | 27         | 24       | 33          | 31          | 30        | 30        | 32          | 29        | 32         | 33          | 31         |  |
| 20    | James A. Garfield      | Républicain           |            | –            | –        | –       | 25         | 30         | 26         | 30         | –            | 29          | –            | 33         | –        | 28          | 27          | –         | 31        | 29          | 34        | 28         | 27          | 27         |  |
| 21    | Chester A. Arthur      | Républicain           | 17         | 21 (égalité) | 23       | 24      | 24         | 26         | 27         | 28         | 26           | 32          | 26           | 30         | 26       | 32          | 25          | 32        | 32        | 35          | 31        | 34         | 30          | 33         |  |
| 22/24 | Grover Cleveland       | Démocrate             | 08         | 11           | 17       | 13      | 18         | 17         | 19         | 16         | 13           | 17          | 12           | 20         | 12       | 21          | 20          | 21        | 23        | 23          | 24        | 23         | 25          | 26         |  |
| 23    | Benjamin Harrison      | Républicain           | 21         | 20           | 26       | 25      | 31         | 29         | 30         | 31         | 19           | 31          | 27           | 32         | 30       | 30          | 34          | 34        | 29        | 30          | 32        | 35         | 32          | 34         |  |
| 25    | William McKinley       | Républicain           | 18         | 15           | 18       | 11      | 19         | 19         | 18         | 17         | 16           | 15          | 14           | 19         | 14       | 16          | 21          | 17        | 21        | 16          | 19        | 20         | 14          | 22         |  |
| 26    | Theodore Roosevelt     | Républicain           | 07         | 07           | 05       | 04      | 05         | 05         | 03         | 05         | 06           | 04          | 05           | 03         | 05       | 04          | 02          | 05        | 04        | 04          | 04        | 04         | 04          | 04         |  |
| 27    | William Howard Taft    | Républicain           | 16         | 16           | 19       | 20      | 20         | 20         | 21         | 20         | 22           | 24          | 19           | 21         | 20       | 24          | 24          | 25        | 20        | 24          | 22        | 22         | 23          | 25         |  |
| 28    | Woodrow Wilson         | Démocrate             | 04         | 04           | 06       | 06      | 06         | 06         | 06         | 06         | 07           | 06          | 11           | 06         | 11       | 09          | 08          | 06        | 10        | 11          | 11        | 11         | 13          | 13         |  |
| 29    | Warren G. Harding      | Républicain           | 29         | 31           | 36       | 36      | 39         | 40         | 41         | 41         | 39           | 38          | 37 (égalité) | 40         | 39       | 38          | 41          | 38        | 42        | 40          | 39        | 41         | 37          | 42         |  |
| 30    | Calvin Coolidge        | Républicain           | 23         | 27           | 30       | 29      | 30         | 31         | 36         | 33         | 30           | 27          | 25           | 29         | 23       | 26          | 29          | 28        | 27        | 27          | 28        | 31         | 24          | 32         |  |
| 31    | Herbert Hoover         | Républicain           | 20         | 19           | 21       | 21      | 27         | 28         | 29         | 24         | 33 (égalité) | 34          | 29           | 31         | 31       | 34          | 36          | 26        | 38        | 36          | 36        | 36         | 36          | 37         |  |
| 32    | Franklin D. Roosevelt  | Démocrate             | 03         | 03           | 02       | 03      | 01         | 01         | 01         | 02         | 02 (égalité) | 02          | 03           | 01         | 03       | 03          | 01          | 01        | 03        | 03          | 03        | 02         | 03          | 01         |  |
| 33    | Harry S. Truman        | Démocrate             | –          | 08 (égalité) | 08       | 08      | 07         | 07         | 07         | 07         | 08           | 05          | 07           | 07         | 07       | 05          | 09          | 07        | 06        | 06          | 06        | 09         | 06          | 07         |  |
| 34    | Dwight D. Eisenhower   | Républicain           | –          | 21 (égalité) | 11       | 09      | 11         | 12         | 08         | 09         | 10           | 09          | 09           | 10         | 08       | 08          | 10          | 10        | 07        | 05          | 07        | 06         | 05          | 06         |  |
| 35    | John F. Kennedy        | Démocrate             | –          | –            | 13       | 14      | 08         | 10         | 10         | 15         | 12           | 08          | 18           | 14         | 15       | 06          | 11          | 15        | 14        | 08          | 16        | 10         | 08          | 09         |  |
| 36    | Lyndon B. Johnson      | Démocrate             | –          | –            | 10       | 12      | 14         | 15         | 13         | 12         | 14           | 10          | 17           | 15         | 18       | 11          | 16          | 11        | 12        | 10          | 10        | 16         | 11          | 08         |  |
| 37    | Richard Nixon          | Républicain           | –          | –            | 34       | 35      | 28         | 25         | 23         | 32         | 36           | 25          | 33           | 26         | 32       | 27          | 30          | 23        | 34        | 28          | 33        | 29         | 31          | 28         |  |
| 38    | Gerald Ford            | Républicain           | –          | –            | 24       | 23      | 23         | 27         | 32         | 27         | 28           | 23          | 28           | 28         | 28       | 22          | 28          | 24        | 24        | 25          | 25        | 27         | 28          | 30         |  |
| 39    | Jimmy Carter           | Démocrate             | –          | –            | 25       | 27      | 33         | 24         | 25         | 19         | 27           | 22          | 30           | 25         | 34       | 25          | 32          | 18        | 26        | 26          | 26        | 26         | 26          | 24         |  |
| 40    | Ronald Reagan          | Républicain           | –          | –            | –        | –       | 16 *       | 22         | 20         | 26         | 25           | 11          | 08           | 16         | 06       | 10          | 18          | 08        | 11        | 09          | 09        | 13         | 09          | 18         |  |
| 41    | George H. W. Bush      | Républicain           | –          | –            | –        | –       | –          | 18 *       | 31         | 22         | 24           | 20          | 21           | 22         | 21       | 18          | 22          | 22        | 17        | 20          | 17        | 21         | 21          | 20         |  |
| 42    | Bill Clinton           | Démocrate             | –          | –            | –        | –       | –          | –          | 16 *       | 23 *       | 20 *         | 21 *        | 24 *         | 18         | 22       | 15          | 13          | 19        | 08        | 15          | 13        | 15         | 19          | 14         |  |
| 43    | George W. Bush         | Républicain           | –          | –            | –        | –       | –          | –          | –          | –          | –            | –           | –            | 23 *       | 19 *     | 36          | 39          | 31        | 35        | 33          | 30        | 33         | 29          | 35         |  |
| 44    | Barack Obama           | Démocrate             | –          | –            | –        | –       | –          | –          | –          | –          | –            | –           | –            | –          | –        | –           | 15 *        | –         | 18 *      | 12          | 08        | 17         | 10          | 11         |  |
| 45/47 | Donald Trump           | Républicain           | –          | –            | –        | –       | –          | –          | –          | –          | –            | –           | –            | –          | –        | –           | –           | –         | –         | –           | 44 *      | 42 *       | 41          | 43         |  |
| 46    | Joe Biden              | Démocrate             | –          | –            | –        | –       | –          | –          | –          | –          | –            | –           | –            | –          | –        | –           | –           | –         | –         | –           | –         | –          | –           | 19 *       |  |
|       | Total                  |                       | 29         | 31           | 36       | 36      | 39         | 40         | 41         | 41         | 39           | 41          | 39           | 42         | 40       | 42          | 43          | 40        | 43        | 43          | 44        | 44         | 44          | 45         |  |

* Classement réalisé en cours de mandat.
Note : Grover Cleveland et Donald Trump sont les seuls présidents élus pour deux mandats non consécutifs. Cleveland est donc à la fois le 22e et le 24e président tandis que Trump le 45e et le 47e. Ainsi, le nombre total d'individus ayant exercé la fonction présidentielle est inférieur au nombre de présidents par ordre de succession.
William Henry Harrison et James A. Garfield sont parfois exclus du classement des présidents en raison de la brièveté de leur mandat.

## Sondage Murray-Blessing (1982)
Le sondage Murray-Blessing de 1982 demandait aux historiens interrogés s'ils étaient progressistes ou conservateurs sur les questions nationales, sociales et économiques. Le tableau ci-dessous montre que les deux groupes ont classé les présidents de manière relativement similaire, du meilleur au moins bon. Les deux groupes se sont mis d'accord sur la composition de neuf des dix premiers présidents (sauf pour Lyndon B. Johnson et Dwight D. Eisenhower) et sur six des sept derniers (à l'exception de Jimmy Carter et de Calvin Coolidge).
| Rang | Progressistes (n = 190) | Conservateurs (n = 50) |
| ---- | ----------------------- | ---------------------- |
| 1    | Abraham Lincoln         | Abraham Lincoln        |
| 2    | Franklin D. Roosevelt   | George Washington      |
| 3    | George Washington       | Franklin D. Roosevelt  |
| 4    | Thomas Jefferson        | Thomas Jefferson       |
| 5    | Theodore Roosevelt      | Theodore Roosevelt     |
| 6    | Woodrow Wilson          | Andrew Jackson         |
| 7    | Andrew Jackson          | Harry S. Truman        |
| 8    | Harry S. Truman         | Woodrow Wilson         |
| 9    | Lyndon B. Johnson       | Dwight D. Eisenhower   |
| 10   | John Adams              | John Adams             |
| 30   | Calvin Coolidge         | Jimmy Carter           |
| 31   | Franklin Pierce         | Richard Nixon          |
| 32   | James Buchanan          | Franklin Pierce        |
| 33   | Andrew Johnson          | Andrew Johnson         |
| 34   | Ulysses S. Grant        | James Buchanan         |
| 35   | Richard Nixon           | Ulysses S. Grant       |
| 36   | Warren G. Harding       | Warren G. Harding      |

## Sondages d'opinion

### Sondage Rasmussen (2007)
D'après un sondage de Rasmussen Reports effectué en 2007, six présidents (George Washington, Abraham Lincoln, Thomas Jefferson, Theodore Roosevelt, Franklin D. Roosevelt et John F. Kennedy) étaient évalués favorablement par au moins 80 % des Américains.
| Président              | Favorables | Défavorables | Favorables (net) |
| ---------------------- | ---------- | ------------ | ---------------- |
| George Washington      | 94         | 2            | 92               |
| Abraham Lincoln        | 92         | 4            | 88               |
| Thomas Jefferson       | 89         | 4            | 85               |
| Theodore Roosevelt     | 84         | 8            | 76               |
| Franklin D. Roosevelt  | 81         | 12           | 69               |
| John F. Kennedy        | 80         | 13           | 67               |
| John Adams             | 74         | 9            | 65               |
| James Madison          | 73         | 8            | 65               |
| Ronald Reagan          | 72         | 22           | 50               |
| Dwight D. Eisenhower   | 72         | 15           | 57               |
| Harry S. Truman        | 70         | 14           | 56               |
| Andrew Jackson         | 69         | 14           | 55               |
| Gerald Ford            | 62         | 26           | 36               |
| John Quincy Adams      | 59         | 7            | 52               |
| Ulysses S. Grant       | 58         | 24           | 34               |
| George H. W. Bush      | 57         | 41           | 16               |
| Jimmy Carter           | 57         | 34           | 23               |
| William Howard Taft    | 57         | 15           | 42               |
| Woodrow Wilson         | 56         | 19           | 37               |
| Bill Clinton           | 55         | 41           | 14               |
| James Monroe           | 49         | 10           | 39               |
| Herbert Hoover         | 48         | 34           | 14               |
| Lyndon B. Johnson      | 45         | 42           | 3                |
| Andrew Johnson         | 45         | 26           | 19               |
| Chester A. Arthur      | 43         | 17           | 26               |
| James A. Garfield      | 42         | 16           | 26               |
| William McKinley       | 42         | 24           | 18               |
| George W. Bush         | 41         | 59           | −18              |
| Grover Cleveland       | 40         | 26           | 14               |
| Calvin Coolidge        | 38         | 31           | 7                |
| Rutherford B. Hayes    | 38         | 19           | 19               |
| Richard Nixon          | 32         | 60           | −28              |
| Benjamin Harrison      | 30         | 35           | −5               |
| Warren G. Harding      | 29         | 33           | −4               |
| James Buchanan         | 28         | 32           | −4               |
| James K. Polk          | 27         | 21           | 6                |
| Zachary Taylor         | 26         | 18           | 8                |
| Martin Van Buren       | 23         | 19           | 4                |
| William Henry Harrison | 21         | 16           | 5                |
| Franklin Pierce        | 17         | 25           | −8               |
| Millard Fillmore       | 17         | 25           | −8               |
| John Tyler             | 9          | 15           | −6               |

### Sondage Gallup (2011)
Un sondage Gallup, réalisé entre le 2 et le 5 février 2011, posa à 1 015 adultes résidant aux États-Unis la question suivante : « qui considérez-vous comme le plus grand président des États-Unis ? »
1. Ronald Reagan (19 %)
2. Abraham Lincoln (14 %)
3. Bill Clinton (13 %)
4. John F. Kennedy (11 %)
5. George Washington (10 %)
6. Franklin D. Roosevelt (8 %)
7. Barack Obama (5 %)
8. Theodore Roosevelt (3 %)
9. Harry S. Truman (3 %)
10. George W. Bush (2 %)
11. Thomas Jefferson (2 %)
12. Jimmy Carter (1 %)
13. Dwight D. Eisenhower (1 %)
14. George H. W. Bush (1 %)
15. Andrew Jackson (<0.5 %)
16. Lyndon B. Johnson (<0.5 %)
17. Richard Nixon (<0.5 %)

## Sondages d'opinion sur les présidents récents

### Sondage Gallup (2010)
Un sondage Gallup, réalisé du 19 au 21 novembre 2010, demandait à 1 037 Américains de dire, d'après ce qu'ils savaient ou se souvenaient des neuf ex-présidents les plus récents, s'ils approuvaient ou non la manière dont ces derniers s'étaient acquittés de leur fonction.
1. John F. Kennedy (85 % d'approbation/10 % de désapprobation)
2. Ronald Reagan (74 % d'approbation/24 % de désapprobation)
3. Bill Clinton (69 % d'approbation/30 % de désapprobation)
4. George H. W. Bush (64 % d'approbation/34 % de désapprobation)
5. Gerald Ford (61 % d'approbation/26 % de désapprobation)
6. Jimmy Carter (52 % d'approbation/42 % de désapprobation)
7. Lyndon B. Johnson (49 % d'approbation/36 % de désapprobation)
8. George W. Bush (47 % d'approbation/51 % de désapprobation)
9. Richard Nixon (29 % d'approbation/65 % de désapprobation)

### Sondage Public Policy Polling (2011)
Un sondage Public Policy Polling, réalisé du 8 au 11 septembre 2011, demandait à 665 Américains de dire, d'après ce qu'ils savaient ou se souvenaient des neuf ex-présidents les plus récents, s'ils avaient une opinion favorable ou non de la manière dont ces derniers s'étaient acquittés de leur fonction.
1. John F. Kennedy (74 % favorables/15 % défavorables)
2. Ronald Reagan (60 % favorables/30 % défavorables)
3. Bill Clinton (62 % favorables/34 % défavorables)
4. George H. W. Bush (53 % favorables/35 % défavorables)
5. Gerald Ford (45 % favorables/26 % défavorables)
6. Jimmy Carter (45 % favorables/43 % défavorables)
7. Lyndon B. Johnson (36 % favorables/39 % défavorables)
8. George W. Bush (41 % favorables/51 % défavorables)
9. Richard Nixon (19 % favorables/62 % défavorables)

### Sondage Vision Critical/Angus Reid
Un sondage Vision Critical/Angus Reid Public Opinion, réalisé du 18 au 19 février 2011, demandait à 1 010 Américains d'évaluer la performance des onze derniers présidents ainsi que du président en fonction Barack Obama.
1. John F. Kennedy (80 % favorables/6 % défavorables)
2. Ronald Reagan (72 % favorables/16 % défavorables)
3. Bill Clinton (65 % favorables/24 % défavorables)
4. Dwight D. Eisenhower (61 % favorables/6 % défavorables)
5. Harry S. Truman (57 % favorables/7 % défavorables)
6. Jimmy Carter (47 % favorables/28 % défavorables)
7. George H. W. Bush (44 % favorables/38 % défavorables)
8. Barack Obama (41 % favorables/33 % défavorables)
9. Gerald Ford (37 % favorables/25 % défavorables)
10. Lyndon B. Johnson (33 % favorables/27 % défavorables)
11. George W. Bush (30 % favorables/55 % défavorables)
12. Richard Nixon (24 % favorables/54 % défavorables)

### Sondage Gallup (2013)
Un sondage Gallup, réalisé du 7 au 10 novembre 2013, demandait à 1 039 Américains de répondre à la question suivante : « selon vous, quelle trace chacun de ces présidents laissera-t-il dans l'histoire : celle d'un président exceptionnel, au-dessus de la moyenne, moyen, en dessous de la moyenne ou médiocre ? ».
| Président            | Exceptionnel | Au-dessus de la moyenne | Moyen | En dessous de la moyenne | Médiocre | Sans opinion | Moyenne pondérée |
| -------------------- | ------------ | ----------------------- | ----- | ------------------------ | -------- | ------------ | ---------------- |
| Dwight D. Eisenhower | 10 %         | 39 %                    | 36 %  | 2 %                      | 1 %      | 12 %         | 3,63             |
| John F. Kennedy      | 18 %         | 56 %                    | 19 %  | 2 %                      | 1 %      | 4 %          | 3,92             |
| Lyndon B. Johnson    | 4 %          | 16 %                    | 46 %  | 14 %                     | 8 %      | 12 %         | 2,93             |
| Richard Nixon        | 2 %          | 13 %                    | 27 %  | 29 %                     | 23 %     | 6 %          | 2,38             |
| Gerald Ford          | 2 %          | 14 %                    | 56 %  | 15 %                     | 5 %      | 8 %          | 2,92             |
| Jimmy Carter         | 4 %          | 19 %                    | 37 %  | 20 %                     | 15 %     | 6 %          | 2,76             |
| Ronald Reagan        | 19 %         | 42 %                    | 27 %  | 6 %                      | 4 %      | 2 %          | 3,67             |
| George H. W. Bush    | 3 %          | 24 %                    | 48 %  | 12 %                     | 10 %     | 2 %          | 2,98             |
| Bill Clinton         | 11 %         | 44 %                    | 29 %  | 9 %                      | 6 %      | 1 %          | 3,45             |
| George W. Bush       | 3 %          | 18 %                    | 36 %  | 20 %                     | 23 %     | 1 %          | 2,58             |
| Barack Obama         | 6 %          | 22 %                    | 31 %  | 18 %                     | 22 %     | 1 %          | 2,72             |

### Sondage Quinnipiac (2014)
Un sondage de l'université Quinnipiac, réalisé du 24 au 30 juin 2014, demandait à 1 446 votants inscrits aux États-Unis de nommer, en fonction de leurs propres critères, les meilleurs et les pires présidents américains depuis la Seconde Guerre mondiale.
Meilleur président depuis la Seconde Guerre mondiale :
1. Ronald Reagan (35 %)
2. Bill Clinton (18 %)
3. John F. Kennedy (15 %)
4. Barack Obama (8 %)
5. Dwight D. Eisenhower (5 %)
6. Harry S. Truman (4 %)
7. Lyndon B. Johnson (égalité) (3 %)
8. George H. W. Bush (égalité) (3 %)
9. Jimmy Carter (2 %)
10. Richard Nixon (égalité) (1 %)
11. Gerald Ford (égalité) (1 %)
12. George W. Bush (égalité) (1 %)

Pire président depuis la Seconde Guerre mondiale :
1. Barack Obama (33 %)
2. George W. Bush (28 %)
3. Richard Nixon (13 %)
4. Jimmy Carter (8 %)
5. Lyndon B. Johnson (égalité) (3 %)
6. Ronald Reagan (égalité) (3 %)
7. Bill Clinton (égalité) (3 %)
8. Gerald Ford (égalité) (2 %)
9. George H. W. Bush (égalité) (2 %)
10. Dwight D. Eisenhower (1 %)
11. Harry S. Truman (égalité) (<1 %)
12. John F. Kennedy (égalité) (<1 %)

### Sondage Quinnipiac (2017)
Quatre ans plus tard, l'université Quinnipiac réalisa, du 20 au 25 juin 2017, un nouveau sondage demandant à 1 190 votants inscrits aux États-Unis de nommer, en fonction de leurs propres critères, les meilleurs et les pires présidents américains depuis la Seconde Guerre mondiale.
Meilleur président depuis la Seconde Guerre mondiale :
1. Ronald Reagan (30 %)
2. Barack Obama (29 %)
3. John F. Kennedy (12 %)
4. Bill Clinton (9 %)
5. Dwight D. Eisenhower (égalité) (3 %)
6. George W. Bush (égalité) (3 %)
7. Harry S. Truman (égalité) (2 %)
8. Lyndon B. Johnson (égalité) (2 %)
9. Jimmy Carter (égalité) (2 %)
10. George H. W. Bush (égalité) (2 %)
11. Richard Nixon (égalité) (<1 %)
12. Gerald Ford (égalité) (<1 %)

Pire président depuis la Seconde Guerre mondiale :
1. Richard Nixon (24 %)
2. Barack Obama (23 %)
3. George W. Bush (22 %)
4. Jimmy Carter (10 %)
5. Ronald Reagan (5 %)
6. Bill Clinton (4 %)
7. Lyndon B. Johnson (3 %)
8. George H. W. Bush (2 %)
9. Gerald Ford (1 %)
10. Harry S. Truman (égalité) (<1 %)
11. Dwight D. Eisenhower (égalité) (<1 %)
12. John F. Kennedy (égalité) (<1 %)

### Sondage Morning Consult (2017)
Incluant pour la première fois le président Donald Trump, un sondage Morning Consult réalisé du 9 au 10 février 2017 demandait à 1 791 votants inscrits aux États-Unis de nommer, en fonction de leurs propres critères, les meilleurs et les pires présidents américains depuis la Seconde Guerre mondiale.
Meilleur président depuis la Seconde Guerre mondiale :
1. Ronald Reagan (26 %)
2. Barack Obama (20 %)
3. John F. Kennedy (17 %)
4. Bill Clinton (9 %)
5. Donald Trump (6 %)
6. George W. Bush (égalité) (2 %)
7. Harry S. Truman (égalité) (2 %)
8. Jimmy Carter (égalité) (2 %)
9. George H. W. Bush (égalité) (2 %)
10. Richard Nixon (égalité) (1 %)
11. Lyndon B. Johnson (égalité) (1 %)
12. Gerald Ford (<1 %)

Pire président depuis la Seconde Guerre mondiale :
1. Donald Trump (26 %)
2. Barack Obama (25 %)
3. Richard Nixon (13 %)
4. George W. Bush (7 %)
5. Bill Clinton (6 %)
6. Jimmy Carter (5 %)
7. George H. W. Bush (3 %)
8. Lyndon B. Johnson (2 %)
9. Ronald Reagan (égalité) (1 %)
10. Gerald Ford (égalité) (1 %)
11. Dwight D. Eisenhower (égalité) (1 %)
12. Harry S. Truman (égalité) (1 %)
13. John F. Kennedy (<1 %)

### Sondage Quinnipiac (2018)
Un sondage de l'université Quinnipiac, réalisé du 3 au 5 mars 2018, demandait à 1 122 votants inscrits aux États-Unis de nommer, en fonction de leurs propres critères, les meilleurs et les pires présidents américains depuis la Seconde Guerre mondiale.
Meilleur président depuis la Seconde Guerre mondiale :
1. Ronald Reagan (28 %)
2. Barack Obama (24 %)
3. John F. Kennedy (égalité) (10 %)
4. Bill Clinton (égalité) (10 %)
5. Donald Trump (7 %)
6. Dwight D. Eisenhower (4 %)
7. Harry S. Truman (égalité) (3 %)
8. Jimmy Carter (égalité) (3 %)
9. Lyndon B. Johnson (2 %)
10. George H. W. Bush (égalité) (1 %)
11. Richard Nixon (égalité) (1 %)
12. George W. Bush (égalité) (1 %)
13. Gerald Ford (<1 %)

Pire président depuis la Seconde Guerre mondiale :
1. Donald Trump (41 %)
2. Barack Obama (21 %)
3. Richard Nixon (10 %)
4. Jimmy Carter (8 %)
5. George W. Bush (6 %)
6. Bill Clinton (4 %)
7. Lyndon B. Johnson (égalité) (2 %)
8. Ronald Reagan (égalité) (2 %)
9. Gerald Ford (1 %)
10. Harry S. Truman (égalité) (<1 %)
11. Dwight D. Eisenhower (égalité) (<1 %)
12. John F. Kennedy (égalité) (<1 %)
13. George H. W. Bush (égalité) (<1 %)

## Siena College Research Institute (2010)
Abréviations
- Ct = Contexte
- DP = Direction du parti
- Com = Communication
- RC = Relations avec le Congrès
- NJ = Nominations judiciaires
- GE = Gestion économique
- C = Chance
- CC = Capacité à faire des compromis
- CR = Capacité à prendre des risques
- NE = Nominations exécutives
- CG = Compétence globale
- Im = Imagination
- RI = Réalisations intérieures
- Int = Intégrité
- CE = Capacité exécutive
- PE = Réalisations en politique étrangère
- CL = Capacité à assumer un leadership
- QI = Intelligence
- CEC = Capacité à éviter des erreurs cruciales
- AEx = Avis des experts
- T = Total

- Les fonds bleus représentent le premier quartile.
- Les fonds verts représentent le deuxième quartile.
- Les fonds orange représentent le troisième quartile.
- Les fonds rouges représentent le quatrième quartile.

Source :
| Ordre | Président              | Parti politique       | Ct | DP | Com | RC | NJ | GE | C  | CC | CR | NE | CG | Im | RI | Int | CE | PE | CL | QI | CEC | AEx | T  |
| ----- | ---------------------- | --------------------- | -- | -- | --- | -- | -- | -- | -- | -- | -- | -- | -- | -- | -- | --- | -- | -- | -- | -- | --- | --- | -- |
| 1     | George Washington      | Indépendant           | 7  | 18 | 12  | 3  | 3  | 4  | 1  | 3  | 4  | 1  | 4  | 9  | 4  | 2   | 2  | 3  | 1  | 12 | 1   | 3   | 4  |
| 2     | John Adams             | Fédéraliste           | 4  | 29 | 18  | 26 | 10 | 13 | 23 | 32 | 16 | 15 | 13 | 17 | 22 | 3   | 19 | 12 | 20 | 7  | 15  | 12  | 17 |
| 3     | Thomas Jefferson       | Républicain-démocrate | 1  | 4  | 6   | 4  | 6  | 16 | 6  | 11 | 8  | 5  | 5  | 3  | 6  | 14  | 5  | 7  | 6  | 1  | 6   | 5   | 5  |
| 4     | James Madison          | Républicain-démocrate | 3  | 10 | 11  | 9  | 7  | 12 | 17 | 7  | 15 | 9  | 6  | 8  | 12 | 5   | 14 | 20 | 17 | 2  | 10  | 8   | 6  |
| 5     | James Monroe           | Républicain-démocrate | 9  | 12 | 15  | 8  | 14 | 9  | 9  | 8  | 17 | 8  | 16 | 16 | 8  | 10  | 11 | 2  | 13 | 15 | 7   | 9   | 7  |
| 6     | John Quincy Adams      | Républicain-démocrate | 2  | 34 | 20  | 35 | 16 | 14 | 30 | 29 | 23 | 13 | 15 | 11 | 18 | 4   | 21 | 16 | 26 | 5  | 20  | 21  | 19 |
| 7     | Andrew Jackson         | Démocrate             | 30 | 2  | 10  | 14 | 27 | 28 | 4  | 38 | 5  | 19 | 12 | 13 | 14 | 23  | 6  | 19 | 5  | 23 | 12  | 13  | 14 |
| 8     | Martin Van Buren       | Démocrate             | 16 | 13 | 23  | 19 | 24 | 38 | 33 | 13 | 32 | 25 | 24 | 24 | 27 | 29  | 23 | 25 | 27 | 22 | 27  | 24  | 23 |
| 9     | William Henry Harrison | Whig                  | 24 | 30 | 25  | 31 | 33 | 27 | 42 | 35 | 30 | 24 | 37 | 35 | 36 | 30  | 33 | 39 | 24 | 31 | 33  | 34  | 35 |
| 10    | John Tyler             | Indépendant           | 33 | 42 | 39  | 42 | 39 | 31 | 22 | 39 | 26 | 34 | 35 | 29 | 34 | 33  | 37 | 35 | 36 | 33 | 32  | 36  | 37 |
| 11    | James K. Polk          | Démocrate             | 17 | 9  | 13  | 12 | 21 | 15 | 7  | 23 | 7  | 16 | 17 | 14 | 11 | 24  | 9  | 8  | 10 | 20 | 9   | 11  | 12 |
| 12    | Zachary Taylor         | Whig                  | 37 | 35 | 28  | 37 | 37 | 24 | 36 | 34 | 28 | 28 | 34 | 27 | 37 | 21  | 31 | 34 | 25 | 37 | 25  | 33  | 33 |
| 13    | Millard Fillmore       | Whig                  | 40 | 41 | 40  | 38 | 35 | 33 | 25 | 25 | 37 | 35 | 38 | 36 | 35 | 36  | 38 | 33 | 39 | 39 | 30  | 35  | 38 |
| 14    | Franklin Pierce        | Démocrate             | 38 | 37 | 37  | 41 | 40 | 34 | 35 | 36 | 38 | 38 | 39 | 39 | 39 | 38  | 40 | 40 | 40 | 38 | 35  | 40  | 40 |
| 15    | James Buchanan         | Démocrate             | 23 | 40 | 41  | 40 | 42 | 41 | 40 | 41 | 43 | 39 | 42 | 42 | 43 | 40  | 42 | 41 | 43 | 40 | 41  | 43  | 42 |
| 16    | Abraham Lincoln        | Républicain           | 28 | 6  | 2   | 6  | 4  | 5  | 13 | 1  | 2  | 2  | 1  | 2  | 1  | 1   | 1  | 5  | 2  | 3  | 2   | 1   | 3  |
| 17    | Andrew Johnson         | Démocrate             | 42 | 43 | 43  | 43 | 43 | 37 | 39 | 43 | 34 | 42 | 41 | 41 | 42 | 37  | 41 | 38 | 42 | 41 | 42  | 42  | 43 |
| 18    | Ulysses S. Grant       | Républicain           | 26 | 28 | 24  | 22 | 25 | 29 | 21 | 22 | 22 | 40 | 28 | 26 | 26 | 27  | 34 | 24 | 21 | 29 | 31  | 31  | 26 |
| 19    | Rutherford B. Hayes    | Républicain           | 29 | 33 | 30  | 29 | 29 | 26 | 19 | 18 | 33 | 33 | 33 | 32 | 33 | 28  | 30 | 30 | 32 | 30 | 24  | 29  | 31 |
| 20    | James A. Garfield      | Républicain           | 20 | 22 | 22  | 24 | 32 | 23 | 41 | 27 | 31 | 29 | 25 | 28 | 25 | 25  | 26 | 31 | 23 | 26 | 22  | 27  | 27 |
| 21    | Chester A. Arthur      | Républicain           | 41 | 31 | 32  | 27 | 28 | 19 | 14 | 21 | 27 | 26 | 30 | 25 | 20 | 32  | 27 | 26 | 28 | 32 | 17  | 26  | 25 |
| 22/24 | Grover Cleveland       | Démocrate             | 19 | 16 | 17  | 15 | 17 | 22 | 20 | 19 | 24 | 18 | 20 | 22 | 17 | 19  | 17 | 21 | 19 | 25 | 14  | 19  | 20 |
| 23    | Benjamin Harrison      | Républicain           | 39 | 32 | 34  | 28 | 30 | 35 | 29 | 30 | 39 | 36 | 36 | 34 | 32 | 31  | 35 | 28 | 34 | 35 | 23  | 32  | 34 |
| 25    | William McKinley       | Républicain           | 21 | 14 | 19  | 11 | 23 | 18 | 24 | 20 | 21 | 20 | 21 | 23 | 19 | 22  | 18 | 15 | 18 | 27 | 11  | 20  | 21 |
| 26    | Theodore Roosevelt     | Républicain           | 6  | 7  | 3   | 5  | 1  | 2  | 2  | 12 | 1  | 4  | 3  | 1  | 2  | 6   | 4  | 4  | 4  | 6  | 3   | 4   | 2  |
| 27    | William Howard Taft    | Républicain           | 14 | 36 | 29  | 30 | 18 | 20 | 32 | 24 | 36 | 22 | 23 | 30 | 21 | 18  | 25 | 23 | 31 | 18 | 28  | 23  | 24 |
| 28    | Woodrow Wilson         | Démocrate             | 8  | 8  | 9   | 16 | 8  | 8  | 15 | 37 | 9  | 10 | 8  | 5  | 9  | 11  | 10 | 10 | 12 | 4  | 29  | 10  | 8  |
| 29    | Warren G. Harding      | Républicain           | 43 | 38 | 36  | 34 | 36 | 39 | 37 | 26 | 40 | 43 | 43 | 43 | 40 | 42  | 43 | 37 | 41 | 43 | 39  | 41  | 41 |
| 30    | Calvin Coolidge        | Républicain           | 25 | 24 | 38  | 21 | 26 | 30 | 12 | 28 | 41 | 30 | 32 | 37 | 31 | 17  | 28 | 32 | 33 | 28 | 19  | 28  | 29 |
| 31    | Herbert Hoover         | Républicain           | 10 | 26 | 31  | 33 | 19 | 43 | 43 | 40 | 42 | 32 | 26 | 38 | 41 | 13  | 29 | 36 | 37 | 14 | 40  | 38  | 36 |
| 32    | Franklin D. Roosevelt  | Démocrate             | 5  | 1  | 1   | 2  | 2  | 1  | 5  | 2  | 3  | 3  | 2  | 4  | 3  | 16  | 3  | 1  | 3  | 10 | 4   | 2   | 1  |
| 33    | Harry S. Truman        | Démocrate             | 35 | 15 | 14  | 20 | 15 | 6  | 11 | 15 | 6  | 7  | 7  | 15 | 7  | 8   | 8  | 6  | 9  | 17 | 8   | 6   | 9  |
| 34    | Dwight D. Eisenhower   | Républicain           | 12 | 17 | 21  | 10 | 9  | 11 | 8  | 5  | 20 | 17 | 11 | 20 | 13 | 9   | 7  | 9  | 7  | 19 | 5   | 7   | 10 |
| 35    | John F. Kennedy        | Démocrate             | 13 | 19 | 4   | 13 | 12 | 7  | 27 | 6  | 10 | 6  | 14 | 7  | 15 | 35  | 13 | 17 | 11 | 11 | 16  | 14  | 11 |
| 36    | Lyndon B. Johnson      | Démocrate             | 15 | 3  | 16  | 1  | 5  | 10 | 28 | 9  | 12 | 12 | 9  | 12 | 5  | 34  | 12 | 43 | 15 | 21 | 37  | 16  | 16 |
| 37    | Richard Nixon          | Républicain           | 18 | 20 | 26  | 36 | 38 | 25 | 34 | 33 | 14 | 37 | 22 | 19 | 24 | 43  | 24 | 11 | 29 | 16 | 43  | 37  | 30 |
| 38    | Gerald Ford            | Républicain           | 27 | 25 | 35  | 17 | 22 | 36 | 31 | 17 | 35 | 23 | 31 | 33 | 30 | 15  | 32 | 27 | 30 | 34 | 26  | 25  | 28 |
| 39    | Jimmy Carter           | Démocrate             | 31 | 39 | 27  | 39 | 20 | 40 | 38 | 31 | 25 | 21 | 29 | 21 | 29 | 7   | 36 | 29 | 35 | 13 | 36  | 30  | 32 |
| 40    | Ronald Reagan          | Républicain           | 34 | 5  | 5   | 7  | 31 | 21 | 3  | 14 | 11 | 31 | 19 | 18 | 23 | 26  | 20 | 13 | 8  | 36 | 13  | 17  | 18 |
| 41    | George H. W. Bush      | Républicain           | 11 | 27 | 33  | 23 | 34 | 32 | 26 | 16 | 29 | 27 | 27 | 31 | 28 | 20  | 22 | 14 | 22 | 24 | 18  | 22  | 22 |
| 42    | Bill Clinton           | Démocrate             | 22 | 11 | 8   | 25 | 11 | 3  | 10 | 4  | 18 | 11 | 10 | 10 | 10 | 41  | 15 | 18 | 14 | 9  | 34  | 15  | 13 |
| 43    | George W. Bush         | Républicain           | 36 | 23 | 42  | 32 | 41 | 42 | 18 | 42 | 19 | 41 | 40 | 40 | 38 | 39  | 39 | 42 | 38 | 42 | 38  | 39  | 39 |
| 44    | Barack Obama           | Démocrate             | 32 | 21 | 7   | 18 | 13 | 17 | 16 | 10 | 13 | 14 | 18 | 6  | 16 | 12  | 16 | 22 | 16 | 8  | 21  | 18  | 15 |
| Ordre | Président              | Parti politique       | Ct | DP | Com | RC | NJ | GE | C  | CC | CR | NE | CG | Im | RI | Int | CE | PE | CL | QI | CEC | AEx | T  |

## Sondage C-SPAN (2017)
Abréviations
- PP = Capacité de persuasion publique
- LC = Leadership en période de crise
- GE = Gestion économique
- AM = Autorité morale
- RI = Relations internationales
- CA = Compétences administratives
- RC = Relations avec le Congrès
- VCA = Vision/capacité à définir un agenda
- RJE = Réalisations pour une justice plus égalitaire
- PCE = Performance selon le contexte de l'époque
- T = Total

- Les fonds bleus représentent le premier quartile.
- Les fonds verts représentent le deuxième quartile.
- Les fonds orange représentent le troisième quartile.
- Les fonds rouges représentent le quatrième quartile.

Source :
| Ordre | Président              | Parti politique       | PP | LC | GE | AM | RI | CA | RC | VCA | RJE | PCE | T  |
| ----- | ---------------------- | --------------------- | -- | -- | -- | -- | -- | -- | -- | --- | --- | --- | -- |
| 1     | George Washington      | Indépendant           | 4  | 2  | 1  | 1  | 2  | 2  | 2  | 2   | 13  | 1   | 2  |
| 2     | John Adams             | Fédéraliste           | 22 | 17 | 15 | 11 | 13 | 21 | 24 | 20  | 15  | 19  | 19 |
| 3     | Thomas Jefferson       | Républicain-démocrate | 8  | 13 | 13 | 6  | 11 | 7  | 5  | 5   | 17  | 6   | 7  |
| 4     | James Madison          | Républicain-démocrate | 18 | 19 | 19 | 9  | 22 | 17 | 13 | 18  | 18  | 16  | 17 |
| 5     | James Monroe           | Républicain-démocrate | 17 | 14 | 18 | 16 | 7  | 11 | 9  | 14  | 25  | 11  | 13 |
| 6     | John Quincy Adams      | Républicain-démocrate | 33 | 23 | 17 | 12 | 15 | 18 | 32 | 15  | 9   | 22  | 21 |
| 7     | Andrew Jackson         | Démocrate             | 7  | 10 | 26 | 20 | 20 | 23 | 21 | 10  | 38  | 13  | 18 |
| 8     | Martin Van Buren       | Démocrate             | 30 | 35 | 40 | 33 | 26 | 26 | 28 | 33  | 30  | 33  | 34 |
| 9     | William Henry Harrison | Whig                  | 28 | 38 | 38 | 31 | 42 | 40 | 38 | 36  | 37  | 38  | 38 |
| 10    | John Tyler             | Indépendant           | 39 | 36 | 39 | 37 | 28 | 38 | 41 | 37  | 41  | 36  | 39 |
| 11    | James K. Polk          | Démocrate             | 13 | 9  | 14 | 27 | 16 | 9  | 11 | 11  | 36  | 12  | 14 |
| 12    | Zachary Taylor         | Whig                  | 27 | 28 | 28 | 28 | 30 | 35 | 35 | 30  | 34  | 30  | 31 |
| 13    | Millard Fillmore       | Whig                  | 40 | 34 | 34 | 36 | 34 | 36 | 36 | 39  | 39  | 37  | 37 |
| 14    | Franklin Pierce        | Démocrate             | 41 | 41 | 41 | 39 | 40 | 39 | 40 | 41  | 42  | 41  | 41 |
| 15    | James Buchanan         | Démocrate             | 43 | 43 | 42 | 43 | 43 | 41 | 42 | 43  | 43  | 43  | 43 |
| 16    | Abraham Lincoln        | Républicain           | 3  | 1  | 2  | 2  | 3  | 1  | 4  | 1   | 1   | 2   | 1  |
| 17    | Andrew Johnson         | Démocrate             | 42 | 42 | 37 | 41 | 39 | 43 | 43 | 42  | 40  | 42  | 42 |
| 18    | Ulysses S. Grant       | Républicain           | 19 | 21 | 27 | 19 | 19 | 37 | 20 | 23  | 10  | 21  | 22 |
| 19    | Rutherford B. Hayes    | Républicain           | 29 | 30 | 25 | 32 | 33 | 29 | 30 | 32  | 32  | 28  | 32 |
| 20    | James A. Garfield      | Républicain           | 21 | 31 | 29 | 22 | 36 | 32 | 27 | 25  | 20  | 27  | 29 |
| 21    | Chester A. Arthur      | Républicain           | 37 | 32 | 31 | 35 | 35 | 28 | 29 | 34  | 27  | 32  | 35 |
| 22/24 | Grover Cleveland       | Démocrate             | 20 | 22 | 24 | 26 | 23 | 22 | 22 | 21  | 31  | 23  | 23 |
| 23    | Benjamin Harrison      | Républicain           | 32 | 33 | 32 | 30 | 27 | 30 | 26 | 31  | 24  | 31  | 30 |
| 25    | William McKinley       | Républicain           | 16 | 16 | 11 | 18 | 17 | 13 | 10 | 17  | 26  | 18  | 16 |
| 26    | Theodore Roosevelt     | Républicain           | 2  | 5  | 4  | 5  | 4  | 4  | 7  | 4   | 11  | 4   | 4  |
| 27    | William Howard Taft    | Républicain           | 31 | 26 | 20 | 25 | 21 | 12 | 23 | 28  | 22  | 24  | 24 |
| 28    | Woodrow Wilson         | Démocrate             | 11 | 11 | 9  | 8  | 12 | 8  | 16 | 7   | 35  | 10  | 11 |
| 29    | Warren G. Harding      | Républicain           | 36 | 39 | 35 | 40 | 37 | 42 | 34 | 40  | 33  | 40  | 40 |
| 30    | Calvin Coolidge        | Républicain           | 24 | 29 | 22 | 21 | 29 | 25 | 18 | 29  | 29  | 26  | 27 |
| 31    | Herbert Hoover         | Républicain           | 38 | 40 | 43 | 29 | 31 | 14 | 31 | 38  | 28  | 39  | 36 |
| 32    | Franklin D. Roosevelt  | Démocrate             | 1  | 3  | 5  | 3  | 1  | 3  | 3  | 3   | 8   | 3   | 3  |
| 33    | Harry S. Truman        | Démocrate             | 14 | 4  | 10 | 10 | 5  | 10 | 14 | 13  | 4   | 5   | 6  |
| 34    | Dwight D. Eisenhower   | Républicain           | 12 | 6  | 6  | 4  | 6  | 5  | 6  | 16  | 12  | 7   | 5  |
| 35    | John F. Kennedy        | Démocrate             | 6  | 7  | 7  | 15 | 14 | 16 | 12 | 9   | 7   | 9   | 8  |
| 36    | Lyndon B. Johnson      | Démocrate             | 15 | 20 | 12 | 24 | 38 | 6  | 1  | 8   | 2   | 14  | 10 |
| 37    | Richard Nixon          | Républicain           | 26 | 27 | 23 | 42 | 10 | 24 | 37 | 24  | 21  | 34  | 28 |
| 38    | Gerald Ford            | Républicain           | 34 | 24 | 30 | 23 | 25 | 27 | 19 | 35  | 14  | 25  | 25 |
| 39    | Jimmy Carter           | Démocrate             | 35 | 37 | 33 | 14 | 32 | 31 | 33 | 22  | 5   | 29  | 26 |
| 40    | Ronald Reagan          | Républicain           | 5  | 8  | 16 | 13 | 9  | 33 | 8  | 6   | 23  | 8   | 9  |
| 41    | George H. W. Bush      | Républicain           | 23 | 12 | 21 | 17 | 8  | 16 | 15 | 27  | 16  | 20  | 20 |
| 42    | Bill Clinton           | Démocrate             | 9  | 18 | 3  | 38 | 18 | 20 | 17 | 19  | 6   | 17  | 15 |
| 43    | George W. Bush         | Républicain           | 25 | 25 | 36 | 34 | 41 | 34 | 25 | 26  | 19  | 35  | 33 |
| 44    | Barack Obama           | Démocrate             | 10 | 15 | 8  | 7  | 24 | 19 | 39 | 12  | 3   | 15  | 12 |
| Ordre | Président              | Parti politique       | PP | LC | GE | AM | RI | CA | RC | VCA | RJE | PCE | T  |

## Siena College Research Institute (2018)
Abréviations
- Ct = Contexte
- DP = Direction du parti
- Com = Communication
- RC = Relations avec le Congrès
- NJ = Nominations judiciaires
- GE = Gestion économique
- C = Chance
- CC = Capacité à faire des compromis
- CR = Capacité à prendre des risques
- NE = Nominations exécutives
- CG = Compétence globale
- Im = Imagination
- RI = Réalisations intérieures
- Int = Intégrité
- CE = Capacité exécutive
- PE = Réalisations en politique étrangère
- CL = Capacité à assumer un leadership
- QI = Intelligence
- CEC = Capacité à éviter des erreurs cruciales
- AEx = Avis des experts
- T = Total

- Les fonds bleus représentent le premier quartile.
- Les fonds verts représentent le deuxième quartile.
- Les fonds orange représentent le troisième quartile.
- Les fonds rouges représentent le quatrième quartile.

Source :
| Ordre | Président              | Parti politique       | Ct | DP | Com | RC | NJ | GE | C  | CC | CR | NE | CG | Im | RI | Int | CE | PE | CL | QI | CEC | AEx | T  |
| ----- | ---------------------- | --------------------- | -- | -- | --- | -- | -- | -- | -- | -- | -- | -- | -- | -- | -- | --- | -- | -- | -- | -- | --- | --- | -- |
| 1     | George Washington      | Indépendant           | 7  | 7  | 1   | 10 | 1  | 6  | 2  | 2  | 1  | 11 | 2  | 18 | 1  | 1   | 1  | 1  | 2  | 2  | 1   | 2   | 1  |
| 2     | John Adams             | Fédéraliste           | 3  | 13 | 4   | 4  | 24 | 14 | 31 | 21 | 21 | 13 | 8  | 28 | 17 | 4   | 13 | 15 | 19 | 13 | 16  | 10  | 14 |
| 3     | Thomas Jefferson       | Républicain-démocrate | 2  | 2  | 14  | 1  | 8  | 5  | 14 | 6  | 6  | 4  | 4  | 5  | 5  | 7   | 20 | 4  | 6  | 9  | 7   | 5   | 5  |
| 4     | James Madison          | Républicain-démocrate | 4  | 6  | 7   | 3  | 16 | 15 | 6  | 13 | 17 | 10 | 6  | 9  | 10 | 6   | 14 | 7  | 11 | 19 | 11  | 8   | 7  |
| 5     | James Monroe           | Républicain-démocrate | 9  | 14 | 11  | 18 | 6  | 16 | 7  | 10 | 12 | 15 | 17 | 12 | 8  | 11  | 9  | 9  | 10 | 5  | 6   | 9   | 8  |
| 6     | John Quincy Adams      | Républicain-démocrate | 1  | 9  | 6   | 5  | 29 | 19 | 24 | 22 | 23 | 12 | 16 | 29 | 29 | 15  | 17 | 18 | 21 | 15 | 14  | 18  | 18 |
| 7     | Andrew Jackson         | Démocrate             | 37 | 15 | 29  | 28 | 4  | 4  | 38 | 11 | 9  | 18 | 19 | 6  | 16 | 30  | 25 | 25 | 17 | 23 | 20  | 19  | 19 |
| 8     | Martin Van Buren       | Démocrate             | 23 | 22 | 27  | 25 | 34 | 28 | 20 | 28 | 27 | 25 | 27 | 16 | 23 | 25  | 31 | 26 | 29 | 27 | 24  | 28  | 25 |
| 9     | William Henry Harrison | Whig                  | 22 | 38 | 28  | 37 | 44 | 32 | 41 | 38 | 29 | 31 | 37 | 36 | 37 | 42  | 41 | 40 | 42 | 44 | 37  | 39  | 39 |
| 10    | John Tyler             | Indépendant           | 34 | 33 | 35  | 34 | 22 | 26 | 37 | 36 | 37 | 34 | 36 | 41 | 40 | 38  | 34 | 36 | 36 | 26 | 32  | 36  | 37 |
| 11    | James K. Polk          | Démocrate             | 19 | 10 | 23  | 23 | 9  | 7  | 18 | 7  | 11 | 16 | 12 | 10 | 11 | 22  | 15 | 16 | 12 | 8  | 8   | 13  | 12 |
| 12    | Zachary Taylor         | Whig                  | 30 | 26 | 22  | 32 | 37 | 24 | 26 | 26 | 25 | 32 | 32 | 35 | 32 | 37  | 27 | 33 | 27 | 30 | 26  | 30  | 30 |
| 13    | Millard Fillmore       | Whig                  | 40 | 37 | 36  | 38 | 35 | 38 | 32 | 37 | 39 | 40 | 39 | 40 | 39 | 39  | 37 | 37 | 37 | 37 | 33  | 37  | 38 |
| 14    | Franklin Pierce        | Démocrate             | 38 | 39 | 38  | 40 | 39 | 38 | 39 | 39 | 40 | 41 | 40 | 39 | 38 | 41  | 40 | 39 | 41 | 39 | 38  | 40  | 40 |
| 15    | James Buchanan         | Démocrate             | 36 | 43 | 40  | 39 | 42 | 41 | 40 | 42 | 44 | 42 | 43 | 42 | 41 | 43  | 42 | 43 | 44 | 43 | 44  | 44  | 43 |
| 16    | Abraham Lincoln        | Républicain           | 28 | 1  | 2   | 2  | 18 | 1  | 1  | 1  | 2  | 1  | 1  | 2  | 4  | 3   | 4  | 2  | 1  | 6  | 2   | 1   | 3  |
| 17    | Andrew Johnson         | Démocrate             | 42 | 42 | 41  | 42 | 40 | 34 | 43 | 43 | 43 | 44 | 42 | 44 | 43 | 44  | 43 | 42 | 43 | 41 | 43  | 43  | 44 |
| 18    | Ulysses S. Grant       | Républicain           | 20 | 24 | 25  | 24 | 26 | 18 | 17 | 27 | 18 | 26 | 26 | 24 | 19 | 24  | 26 | 38 | 24 | 24 | 31  | 24  | 24 |
| 19    | Rutherford B. Hayes    | Républicain           | 35 | 30 | 32  | 29 | 23 | 35 | 23 | 33 | 33 | 30 | 31 | 33 | 30 | 27  | 22 | 30 | 35 | 31 | 28  | 29  | 32 |
| 20    | James A. Garfield      | Républicain           | 22 | 25 | 21  | 20 | 41 | 30 | 25 | 25 | 24 | 23 | 24 | 27 | 26 | 34  | 29 | 27 | 34 | 34 | 27  | 25  | 28 |
| 21    | Chester A. Arthur      | Républicain           | 41 | 31 | 37  | 36 | 17 | 33 | 22 | 30 | 34 | 36 | 35 | 34 | 33 | 33  | 30 | 31 | 25 | 32 | 23  | 31  | 34 |
| 22/24 | Grover Cleveland       | Démocrate             | 26 | 23 | 26  | 27 | 19 | 27 | 22 | 19 | 20 | 19 | 22 | 20 | 27 | 20  | 21 | 23 | 23 | 21 | 15  | 22  | 23 |
| 23    | Benjamin Harrison      | Républicain           | 33 | 34 | 30  | 35 | 28 | 36 | 33 | 35 | 35 | 35 | 34 | 31 | 28 | 35  | 32 | 34 | 32 | 29 | 29  | 33  | 35 |
| 25    | William McKinley       | Républicain           | 29 | 20 | 20  | 26 | 32 | 22 | 21 | 17 | 19 | 22 | 20 | 11 | 12 | 23  | 16 | 17 | 20 | 14 | 13  | 20  | 20 |
| 26    | Theodore Roosevelt     | Républicain           | 5  | 4  | 8   | 6  | 2  | 2  | 15 | 4  | 4  | 5  | 5  | 7  | 7  | 9   | 3  | 5  | 4  | 3  | 5   | 4   | 4  |
| 27    | William Howard Taft    | Républicain           | 12 | 28 | 12  | 14 | 27 | 31 | 19 | 23 | 26 | 21 | 23 | 30 | 21 | 16  | 19 | 21 | 18 | 22 | 19  | 23  | 22 |
| 28    | Woodrow Wilson         | Démocrate             | 8  | 8  | 19  | 7  | 14 | 11 | 35 | 14 | 14 | 7  | 14 | 8  | 14 | 13  | 11 | 14 | 14 | 11 | 25  | 15  | 11 |
| 29    | Warren G. Harding      | Républicain           | 39 | 41 | 42  | 43 | 33 | 40 | 34 | 40 | 41 | 39 | 41 | 38 | 35 | 36  | 35 | 41 | 38 | 36 | 39  | 41  | 41 |
| 30    | Calvin Coolidge        | Républicain           | 32 | 36 | 17  | 33 | 13 | 39 | 27 | 32 | 38 | 37 | 33 | 26 | 24 | 31  | 24 | 32 | 33 | 35 | 22  | 32  | 31 |
| 31    | Herbert Hoover         | Républicain           | 13 | 35 | 15  | 13 | 43 | 37 | 36 | 29 | 36 | 29 | 29 | 32 | 33 | 26  | 44 | 35 | 39 | 33 | 40  | 35  | 36 |
| 32    | Franklin D. Roosevelt  | Démocrate             | 6  | 3  | 16  | 12 | 5  | 3  | 4  | 3  | 3  | 2  | 3  | 1  | 3  | 2   | 2  | 3  | 3  | 1  | 4   | 3   | 2  |
| 33    | Harry S. Truman        | Démocrate             | 31 | 16 | 9   | 21 | 12 | 8  | 12 | 8  | 10 | 14 | 10 | 14 | 15 | 17  | 8  | 10 | 7  | 4  | 9   | 7   | 9  |
| 34    | Dwight D. Eisenhower   | Républicain           | 11 | 18 | 5   | 17 | 7  | 21 | 5  | 5  | 5  | 20 | 7  | 15 | 9  | 5   | 6  | 11 | 8  | 7  | 3   | 6   | 6  |
| 35    | John F. Kennedy        | Démocrate             | 14 | 5  | 31  | 11 | 31 | 9  | 8  | 12 | 8  | 3  | 11 | 17 | 13 | 12  | 7  | 6  | 15 | 17 | 18  | 12  | 10 |
| 36    | Lyndon B. Johnson      | Démocrate             | 15 | 11 | 34  | 22 | 25 | 10 | 9  | 9  | 13 | 17 | 9  | 3  | 2  | 8   | 12 | 8  | 5  | 40 | 35  | 17  | 16 |
| 37    | Richard Nixon          | Républicain           | 16 | 21 | 43  | 16 | 36 | 12 | 30 | 24 | 28 | 27 | 25 | 22 | 34 | 32  | 23 | 28 | 22 | 16 | 42  | 38  | 29 |
| 38    | Gerald Ford            | Républicain           | 18 | 32 | 10  | 30 | 30 | 29 | 11 | 31 | 30 | 33 | 30 | 25 | 25 | 21  | 33 | 24 | 31 | 28 | 21  | 27  | 27 |
| 39    | Jimmy Carter           | Démocrate             | 25 | 19 | 3   | 15 | 38 | 27 | 29 | 32 | 32 | 24 | 28 | 37 | 36 | 19  | 38 | 22 | 28 | 25 | 34  | 26  | 26 |
| 40    | Ronald Reagan          | Républicain           | 27 | 17 | 24  | 31 | 3  | 13 | 10 | 15 | 7  | 6  | 18 | 4  | 6  | 18  | 18 | 20 | 16 | 12 | 12  | 16  | 13 |
| 41    | George H. W. Bush      | Républicain           | 10 | 27 | 18  | 19 | 20 | 27 | 13 | 20 | 22 | 28 | 21 | 21 | 20 | 29  | 28 | 19 | 26 | 10 | 17  | 21  | 21 |
| 42    | Bill Clinton           | Démocrate             | 21 | 12 | 39  | 8  | 11 | 17 | 3  | 16 | 15 | 8  | 13 | 13 | 18 | 10  | 5  | 12 | 9  | 18 | 30  | 14  | 15 |
| 43    | George W. Bush         | Républicain           | 17 | 29 | 33  | 41 | 21 | 20 | 28 | 34 | 31 | 38 | 38 | 19 | 22 | 28  | 36 | 29 | 30 | 38 | 36  | 34  | 33 |
| 44    | Barack Obama           | Démocrate             | 24 | 11 | 13  | 9  | 15 | 23 | 16 | 18 | 16 | 9  | 15 | 23 | 31 | 14  | 10 | 13 | 13 | 20 | 10  | 11  | 17 |
| 45    | Donald Trump           | Républicain           | 43 | 40 | 44  | 44 | 10 | 25 | 42 | 41 | 42 | 43 | 44 | 43 | 42 | 40  | 39 | 44 | 40 | 42 | 41  | 42  | 42 |
| Ordre | Président              | Parti politique       | Ct | DP | Com | RC | NJ | GE | C  | CC | CR | NE | CG | Im | RI | Int | CE | PE | CL | QI | CEC | AEx | T  |

## Souvenir des présidents dans la mémoire collective
En novembre 2014, Henry L. Roediger III et K. Andrew DeSoto publièrent une étude dans le journal Science dans laquelle ils demandaient aux personnes interrogées de nommer autant de présidents que possible,. Les résultats donnés se rapportaient à des enquêtes menées sur trois générations différentes ainsi qu'à un sondage en ligne effectué en 2014. Le pourcentage de participants au sondage en ligne capables de nommer un président de la liste fut le suivant : 
1. Barack Obama (100 %)
2. Bill Clinton (96 %)
3. George W. Bush ou George H. W. Bush (95 %)
4. George Washington (94 %)
5. Abraham Lincoln (88 %)
6. John F. Kennedy (83 %)
7. Richard Nixon (82 %)
8. Jimmy Carter (79 %)
9. Thomas Jefferson (72 %)
10. Ronald Reagan (66 %)
11. Gerald Ford (62 %)
12. Franklin D. Roosevelt ou Theodore Roosevelt (60 %)
13. John Adams ou John Quincy Adams (56 %)
14. Dwight D. Eisenhower (54 %)
15. Harry S. Truman (50 %)
16. Andrew Jackson (47 %)
17. Herbert Hoover (42 %)
18. Andrew Johnson ou Lyndon B. Johnson (41 %)
19. William Howard Taft (39 %)
20. James Madison (38 %)
21. Ulysses S. Grant (38 %)
22. James Monroe (30 %)
23. Woodrow Wilson (29 %)
24. Calvin Coolidge (22 %)
25. James A. Garfield (19 %)
26. James K. Polk (17 %)
27. Warren G. Harding (16 %)
28. William McKinley (15 %)
29. John Tyler (12 %)
30. James Buchanan (12 %)
31. Grover Cleveland (11 %)
32. William Henry Harrison ou Benjamin Harrison (11 %)
33. Martin Van Buren (11 %)
34. Rutherford B. Hayes (10 %)
35. Zachary Taylor (10 %)
36. Millard Fillmore (8 %)
37. Franklin Pierce (7 %)
38. Chester A. Arthur (7 %)